# Libnotes perkinsi
Libnotes perkinsi là một loài ruồi trong họ Limoniidae. Chúng phân bố ở miền Australasia.